# Ryan ten Doeschate
Ryan Neil ten Doeschate (nacido el 30 de junio de 1980) es un jugador de críquet holandés-sudafricano.

## Carrera internacional
En el partido inaugural del ICC World Twenty20 de 2009, contribuyó a la impactante derrota de la nación anfitriona Inglaterra ante los Países Bajos al lanzar a los bateadores iniciales Ravi Bopara y Luke Wright y ser el bateador no out con una puntuación de 22.
En febrero de 2018, el Consejo Internacional de Críquet (ICC) nombró a diez Doeschate como uno de los diez jugadores a seguir antes del torneo Clasificatorio para la Copa Mundial de Críquet 2018.